# Tyler Mane
Tyler Mane, rodným jménem Daryl Karolat (* 8. prosince 1966), je kanadský herec a bývalý wrestler. Původem je Kanaďan, vysoký 206 cm. Wrestlingu se věnoval, často pod jmény The Skywalker, Nitron či The Big Sky, od roku 1989 do roku 1996, kdy kariéru ukončil a zaměřil se na herectví. Známý je hlavně z filmů jako X-Men nebo také Halloween z roku 2007, kde si zahrál masového vraha Michaela Myerse.

## Filmografie
- Deadpool & Wolverine (2024)
- Compound Fracture (2012)
- A State of Hate (2012)
- Chopper (2011)
- 247 °F (2011)
- Gunless (2010)
- Halloween II (2009)
- Halloween (2007)
- Vyvrženci pekla (2005)
- Troja (2004)
- Král Škorpion (2002)
- Můj přítel Monk (2002) (seriál)
- Stvoření monstra (2001)
- Špinavej Joe (2001)
- Pobřežní lýtka (2000)
- X-Men (2000)